# Lista di asteroidi (658001-659000)
Di seguito una lista di asteroidi dal numero 658001  al 659000 con data di scoperta e scopritore.

## 658001–658100
| Nome   | Designazione provvisoria | Data di scoperta  | Scopritore                |
| ------ | ------------------------ | ----------------- | ------------------------- |
| 658001 | 2017 EK25                | 23 dicembre 2012  | Pan-STARRS                |
| 658002 | 2017 EX30                | 7 marzo 2017      | Pan-STARRS                |
| 658003 | 2017 EA31                | 2 marzo 2017      | Mount Lemmon Survey       |
| 658004 | 2017 EW32                | 7 marzo 2017      | Pan-STARRS                |
| 658005 | 2017 EC33                | 4 marzo 2017      | Pan-STARRS                |
| 658006 | 2017 EG36                | 6 aprile 2005     | Mount Lemmon Survey       |
| 658007 | 2017 EA37                | 5 marzo 2017      | Pan-STARRS                |
| 658008 | 2017 EU37                | 8 marzo 2017      | Mount Lemmon Survey       |
| 658009 | 2017 EJ40                | 6 marzo 2008      | Mount Lemmon Survey       |
| 658010 | 2017 EJ43                | 22 settembre 2014 | Pan-STARRS                |
| 658011 | 2017 FU1                 | 21 giugno 2015    | Pan-STARRS                |
| 658012 | 2017 FM6                 | 25 febbraio 2006  | Mount Lemmon Survey       |
| 658013 | 2017 FV7                 | 25 febbraio 2006  | Mount Lemmon Survey       |
| 658014 | 2017 FH8                 | 27 ottobre 2005   | Mount Lemmon Survey       |
| 658015 | 2017 FE10                | 11 ottobre 2007   | CSS                       |
| 658016 | 2017 FH10                | 13 ottobre 2015   | Spacewatch                |
| 658017 | 2017 FF15                | 16 marzo 2007     | Mount Lemmon Survey       |
| 658018 | 2017 FO15                | 24 febbraio 2006  | Spacewatch                |
| 658019 | 2017 FP23                | 2 ottobre 2006    | CSS                       |
| 658020 | 2017 FE24                | 7 marzo 2003      | LINEAR                    |
| 658021 | 2017 FU26                | 7 marzo 2017      | Mount Lemmon Survey       |
| 658022 | 2017 FX26                | 29 marzo 2009     | Spacewatch                |
| 658023 | 2017 FV27                | 9 aprile 2003     | NEAT                      |
| 658024 | 2017 FS28                | 14 marzo 2013     | Spacewatch                |
| 658025 | 2017 FN29                | 26 marzo 2001     | M. W. Buie, S. D. Kern    |
| 658026 | 2017 FB32                | 18 aprile 2013    | Spacewatch                |
| 658027 | 2017 FL41                | 25 novembre 2005  | Mount Lemmon Survey       |
| 658028 | 2017 FG44                | 14 settembre 2013 | Pan-STARRS                |
| 658029 | 2017 FB46                | 16 giugno 2007    | Spacewatch                |
| 658030 | 2017 FQ51                | 29 ottobre 2005   | Spacewatch                |
| 658031 | 2017 FU52                | 30 aprile 2005    | Spacewatch                |
| 658032 | 2017 FA53                | 4 febbraio 2009   | Mount Lemmon Survey       |
| 658033 | 2017 FM54                | 10 ottobre 2015   | Pan-STARRS                |
| 658034 | 2017 FD62                | 5 gennaio 2013    | Mount Lemmon Survey       |
| 658035 | 2017 FF68                | 23 dicembre 2012  | Pan-STARRS                |
| 658036 | 2017 FC70                | 6 settembre 2015  | Spacewatch                |
| 658037 | 2017 FM72                | 29 gennaio 2017   | Pan-STARRS                |
| 658038 | 2017 FN72                | 21 ottobre 2009   | Mount Lemmon Survey       |
| 658039 | 2017 FC76                | 23 agosto 2014    | Pan-STARRS                |
| 658040 | 2017 FF77                | 8 febbraio 1999   | J. Anderson, C. Veillet   |
| 658041 | 2017 FQ77                | 23 novembre 2006  | Spacewatch                |
| 658042 | 2017 FJ80                | 28 gennaio 2006   | Mount Lemmon Survey       |
| 658043 | 2017 FM81                | 20 febbraio 2006  | Mount Lemmon Survey       |
| 658044 | 2017 FS81                | 22 ottobre 2008   | Spacewatch                |
| 658045 | 2017 FF85                | 31 gennaio 2013   | Mount Lemmon Survey       |
| 658046 | 2017 FQ85                | 6 agosto 2005     | NEAT                      |
| 658047 | 2017 FJ89                | 20 marzo 2004     | Spacewatch                |
| 658048 | 2017 FY89                | 19 gennaio 2012   | Mount Lemmon Survey       |
| 658049 | 2017 FU91                | 18 aprile 2007    | Spacewatch                |
| 658050 | 2017 FU94                | 20 novembre 2004  | Spacewatch                |
| 658051 | 2017 FP96                | 3 febbraio 2017   | Pan-STARRS                |
| 658052 | 2017 FQ98                | 14 settembre 2010 | Mount Lemmon Survey       |
| 658053 | 2017 FX98                | 5 marzo 2017      | Pan-STARRS                |
| 658054 | 2017 FW100               | 19 marzo 2017     | Pan-STARRS                |
| 658055 | 2017 FH103               | 21 febbraio 2006  | CSS                       |
| 658056 | 2017 FQ105               | 15 aprile 2010    | Mount Lemmon Survey       |
| 658057 | 2017 FY110               | 5 marzo 2006      | Spacewatch                |
| 658058 | 2017 FB112               | 1 febbraio 2006   | Mount Lemmon Survey       |
| 658059 | 2017 FJ112               | 20 maggio 2010    | Mount Lemmon Survey       |
| 658060 | 2017 FQ116               | 16 febbraio 2009  | Spacewatch                |
| 658061 | 2017 FZ118               | 9 ottobre 2015    | Pan-STARRS                |
| 658062 | 2017 FJ121               | 23 ottobre 2008   | Spacewatch                |
| 658063 | 2017 FL122               | 28 gennaio 2017   | Pan-STARRS                |
| 658064 | 2017 FE125               | 23 dicembre 2012  | Pan-STARRS                |
| 658065 | 2017 FR125               | 8 ottobre 2015    | Pan-STARRS                |
| 658066 | 2017 FC126               | 26 settembre 2005 | Spacewatch                |
| 658067 | 2017 FD127               | 9 novembre 2004   | Osservatorio di Mauna Kea |
| 658068 | 2017 FK127               | 29 marzo 2017     | Mount Lemmon Survey       |
| 658069 | 2017 FB128               | 19 settembre 2014 | Pan-STARRS                |
| 658070 | 2017 FC129               | 10 aprile 2013    | Pan-STARRS                |
| 658071 | 2017 FD129               | 27 gennaio 2017   | Pan-STARRS                |
| 658072 | 2017 FP129               | 4 marzo 2017      | Pan-STARRS                |
| 658073 | 2017 FK132               | 20 marzo 2017     | Pan-STARRS                |
| 658074 | 2017 FN133               | 26 agosto 2003    | Cerro Tololo Obs.         |
| 658075 | 2017 FH142               | 9 agosto 2004     | SSS                       |
| 658076 | 2017 FZ149               | 4 settembre 2010  | Spacewatch                |
| 658077 | 2017 FK151               | 12 settembre 2005 | Spacewatch                |
| 658078 | 2017 FW153               | 4 marzo 2017      | Pan-STARRS                |
| 658079 | 2017 FB154               | 15 luglio 2013    | Pan-STARRS                |
| 658080 | 2017 FT157               | 9 novembre 2008   | Spacewatch                |
| 658081 | 2017 FE158               | 18 giugno 2013    | Pan-STARRS                |
| 658082 | 2017 FL160               | 20 agosto 2014    | Pan-STARRS                |
| 658083 | 2017 FH161               | 2 maggio 2006     | Mount Lemmon Survey       |
| 658084 | 2017 FT161               | 8 aprile 2006     | Spacewatch                |
| 658085 | 2017 FL165               | 19 marzo 2017     | Pan-STARRS                |
| 658086 | 2017 FV169               | 3 aprile 2017     | Mount Lemmon Survey       |
| 658087 | 2017 FQ174               | 23 marzo 2017     | Pan-STARRS                |
| 658088 | 2017 FQ175               | 18 marzo 2017     | Pan-STARRS                |
| 658089 | 2017 FU175               | 21 marzo 2017     | Pan-STARRS                |
| 658090 | 2017 FZ188               | 20 marzo 2017     | Pan-STARRS                |
| 658091 | 2017 FL189               | 27 marzo 2017     | Pan-STARRS                |
| 658092 | 2017 FV189               | 8 luglio 2014     | Pan-STARRS                |
| 658093 | 2017 FF201               | 20 marzo 2017     | Pan-STARRS                |
| 658094 | 2017 GZ3                 | 6 febbraio 2006   | Spacewatch                |
| 658095 | 2017 GF5                 | 30 dicembre 2008  | Mount Lemmon Survey       |
| 658096 | 2017 GE7                 | 20 novembre 2001  | Spacewatch                |
| 658097 | 2017 GG10                | 14 marzo 2013     | CSS                       |
| 658098 | 2017 GL14                | 1 aprile 2017     | Pan-STARRS                |
| 658099 | 2017 GH16                | 5 aprile 2017     | Pan-STARRS                |
| 658100 | 2017 GT20                | 1 aprile 2017     | Pan-STARRS                |

## 658101–658200
| Nome   | Designazione provvisoria | Data di scoperta  | Scopritore          |
| ------ | ------------------------ | ----------------- | ------------------- |
| 658101 | 2017 GE21                | 6 aprile 2017     | Pan-STARRS          |
| 658102 | 2017 GH24                | 4 aprile 2017     | Pan-STARRS          |
| 658103 | 2017 GY25                | 6 aprile 2017     | Pan-STARRS          |
| 658104 | 2017 HO1                 | 20 marzo 2007     | Spacewatch          |
| 658105 | 2017 HE2                 | 4 dicembre 2013   | Pan-STARRS          |
| 658106 | 2017 HQ2                 | 29 novembre 2005  | NEAT                |
| 658107 | 2017 HF9                 | 22 novembre 2015  | Mount Lemmon Survey |
| 658108 | 2017 HY12                | 20 marzo 2017     | Pan-STARRS          |
| 658109 | 2017 HX14                | 5 aprile 2002     | NEAT                |
| 658110 | 2017 HD17                | 8 maggio 2006     | Mount Lemmon Survey |
| 658111 | 2017 HQ17                | 24 marzo 2006     | Spacewatch          |
| 658112 | 2017 HA18                | 10 ottobre 2007   | Spacewatch          |
| 658113 | 2017 HQ21                | 15 marzo 2013     | Mount Lemmon Survey |
| 658114 | 2017 HQ32                | 25 ottobre 2005   | Mount Lemmon Survey |
| 658115 | 2017 HD36                | 10 ottobre 2007   | Mount Lemmon Survey |
| 658116 | 2017 HC44                | 1 dicembre 2008   | Spacewatch          |
| 658117 | 2017 HX50                | 11 gennaio 2016   | Pan-STARRS          |
| 658118 | 2017 HZ50                | 16 settembre 2009 | Mount Lemmon Survey |
| 658119 | 2017 HJ55                | 20 febbraio 2009  | Spacewatch          |
| 658120 | 2017 HC64                | 20 aprile 2017    | Pan-STARRS          |
| 658121 | 2017 HT64                | 16 agosto 2004    | SSS                 |
| 658122 | 2017 HA65                | 27 aprile 2017    | Pan-STARRS          |
| 658123 | 2017 HA69                | 26 aprile 2017    | Pan-STARRS          |
| 658124 | 2017 HY69                | 31 marzo 2013     | Mount Lemmon Survey |
| 658125 | 2017 HQ72                | 18 settembre 2010 | Spacewatch          |
| 658126 | 2017 HB75                | 26 aprile 2017    | Pan-STARRS          |
| 658127 | 2017 HQ75                | 26 aprile 2017    | Pan-STARRS          |
| 658128 | 2017 HL76                | 3 agosto 2014     | Pan-STARRS          |
| 658129 | 2017 HV78                | 18 aprile 2017    | Mount Lemmon Survey |
| 658130 | 2017 HN104               | 26 aprile 2017    | Pan-STARRS          |
| 658131 | 2017 JS                  | 26 ottobre 2011   | Pan-STARRS          |
| 658132 | 2017 JB1                 | 26 maggio 2012    | Mount Lemmon Survey |
| 658133 | 2017 JR4                 | 13 aprile 2008    | CSS                 |
| 658134 | 2017 JJ5                 | 16 dicembre 2014  | Pan-STARRS          |
| 658135 | 2017 JO5                 | 6 aprile 2017     | Mount Lemmon Survey |
| 658136 | 2017 JR7                 | 6 maggio 2017     | Pan-STARRS          |
| 658137 | 2017 JU11                | 4 maggio 2017     | Pan-STARRS          |
| 658138 | 2017 KP3                 | 29 marzo 2017     | Pan-STARRS          |
| 658139 | 2017 KY5                 | 18 giugno 2013    | Pan-STARRS          |
| 658140 | 2017 KG12                | 19 luglio 2013    | Pan-STARRS          |
| 658141 | 2017 KE14                | 1 febbraio 2016   | Pan-STARRS          |
| 658142 | 2017 KS17                | 18 maggio 2017    | Pan-STARRS          |
| 658143 | 2017 KC21                | 4 febbraio 2003   | C. Barbieri         |
| 658144 | 2017 KU25                | 13 febbraio 2008  | Spacewatch          |
| 658145 | 2017 KV28                | 10 novembre 2004  | Spacewatch          |
| 658146 | 2017 KD31                | 9 agosto 2004     | NEAT                |
| 658147 | 2017 KZ32                | 18 settembre 2014 | Pan-STARRS          |
| 658148 | 2017 KN33                | 30 dicembre 2008  | Spacewatch          |
| 658149 | 2017 KV33                | 18 marzo 2004     | LINEAR              |
| 658150 | 2017 KL34                | 5 dicembre 2010   | Spacewatch          |
| 658151 | 2017 KL37                | 4 maggio 2017     | Pan-STARRS          |
| 658152 | 2017 KO38                | 29 maggio 2017    | Pan-STARRS          |
| 658153 | 2017 KD39                | 28 maggio 2008    | Spacewatch          |
| 658154 | 2017 KW41                | 27 maggio 2017    | Pan-STARRS          |
| 658155 | 2017 LN1                 | 29 aprile 2009    | Spacewatch          |
| 658156 | 2017 LW1                 | 8 luglio 2003     | Spacewatch          |
| 658157 | 2017 MD2                 | 15 ottobre 2001   | NEAT                |
| 658158 | 2017 MN9                 | 29 dicembre 2014  | Pan-STARRS          |
| 658159 | 2017 MT10                | 19 novembre 2003  | Spacewatch          |
| 658160 | 2017 MA15                | 8 febbraio 2011   | Mount Lemmon Survey |
| 658161 | 2017 MZ15                | 29 giugno 2017    | Mount Lemmon Survey |
| 658162 | 2017 MP17                | 23 giugno 2017    | Pan-STARRS          |
| 658163 | 2017 MP18                | 23 giugno 2017    | Pan-STARRS          |
| 658164 | 2017 MS18                | 24 giugno 2017    | Pan-STARRS          |
| 658165 | 2017 MW21                | 25 giugno 2017    | Pan-STARRS          |
| 658166 | 2017 MS24                | 12 aprile 2016    | Pan-STARRS          |
| 658167 | 2017 ML27                | 17 gennaio 2015   | Pan-STARRS          |
| 658168 | 2017 MT29                | 6 ottobre 2008    | Mount Lemmon Survey |
| 658169 | 2017 MQ38                | 4 dicembre 2007   | CSS                 |
| 658170 | 2017 NF                  | 5 novembre 2004   | NEAT                |
| 658171 | 2017 NO                  | 23 gennaio 2015   | Pan-STARRS          |
| 658172 | 2017 NG1                 | 11 marzo 2008     | Spacewatch          |
| 658173 | 2017 NU2                 | 24 marzo 2012     | Mount Lemmon Survey |
| 658174 | 2017 NP3                 | 27 febbraio 2012  | Pan-STARRS          |
| 658175 | 2017 NF5                 | 6 febbraio 2016   | Pan-STARRS          |
| 658176 | 2017 NM5                 | 5 luglio 2017     | Pan-STARRS          |
| 658177 | 2017 NT9                 | 5 luglio 2017     | Pan-STARRS          |
| 658178 | 2017 NU10                | 29 marzo 2016     | CTIO-DECam          |
| 658179 | 2017 NE16                | 15 luglio 2017    | Pan-STARRS          |
| 658180 | 2017 NP22                | 1 luglio 2017     | Pan-STARRS          |
| 658181 | 2017 NB27                | 5 luglio 2017     | Pan-STARRS          |
| 658182 | 2017 NT32                | 4 luglio 2017     | Pan-STARRS          |
| 658183 | 2017 OH                  | 13 agosto 2013    | Pan-STARRS          |
| 658184 | 2017 OQ                  | 19 luglio 2017    | PMO NEO             |
| 658185 | 2017 OH4                 | 17 agosto 2006    | NEAT                |
| 658186 | 2017 OL5                 | 7 settembre 2008  | Mount Lemmon Survey |
| 658187 | 2017 OG9                 | 4 gennaio 2016    | Pan-STARRS          |
| 658188 | 2017 OY9                 | 15 luglio 2017    | Pan-STARRS          |
| 658189 | 2017 OD10                | 8 dicembre 2010   | Mount Lemmon Survey |
| 658190 | 2017 OH10                | 7 settembre 2008  | Mount Lemmon Survey |
| 658191 | 2017 OS17                | 21 maggio 2017    | Mount Lemmon Survey |
| 658192 | 2017 OX20                | 16 maggio 2012    | Mount Lemmon Survey |
| 658193 | 2017 OF21                | 25 luglio 2017    | Pan-STARRS          |
| 658194 | 2017 OG21                | 9 marzo 2002      | NEAT                |
| 658195 | 2017 OO21                | 13 giugno 2004    | Spacewatch          |
| 658196 | 2017 OO24                | 24 febbraio 2012  | Spacewatch          |
| 658197 | 2017 OD25                | 23 agosto 2006    | NEAT                |
| 658198 | 2017 OT25                | 5 ottobre 2007    | Spacewatch          |
| 658199 | 2017 OK26                | 1 maggio 2016     | CTIO-DECam          |
| 658200 | 2017 OJ27                | 7 ottobre 2007    | Mount Lemmon Survey |

## 658201–658300
| Nome   | Designazione provvisoria | Data di scoperta  | Scopritore          |
| ------ | ------------------------ | ----------------- | ------------------- |
| 658201 | 2017 OG28                | 20 ottobre 2012   | Pan-STARRS          |
| 658202 | 2017 OX30                | 26 maggio 2006    | Mount Lemmon Survey |
| 658203 | 2017 OV31                | 21 dicembre 2008  | Mount Lemmon Survey |
| 658204 | 2017 OC32                | 14 settembre 2013 | Pan-STARRS          |
| 658205 | 2017 OO32                | 7 gennaio 2014    | Mount Lemmon Survey |
| 658206 | 2017 OF33                | 23 agosto 2003    | NEAT                |
| 658207 | 2017 OF38                | 4 settembre 2010  | Mount Lemmon Survey |
| 658208 | 2017 OM38                | 23 agosto 2003    | NEAT                |
| 658209 | 2017 OT39                | 29 dicembre 2003  | Spacewatch          |
| 658210 | 2017 ON41                | 29 agosto 2006    | Spacewatch          |
| 658211 | 2017 OW41                | 10 ottobre 2012   | Mount Lemmon Survey |
| 658212 | 2017 OB43                | 25 agosto 2012    | Spacewatch          |
| 658213 | 2017 OG44                | 12 febbraio 2004  | Spacewatch          |
| 658214 | 2017 OL45                | 22 dicembre 2008  | Spacewatch          |
| 658215 | 2017 OP46                | 21 agosto 2006    | Spacewatch          |
| 658216 | 2017 OG48                | 22 gennaio 2015   | Pan-STARRS          |
| 658217 | 2017 OP49                | 5 giugno 2003     | Spacewatch          |
| 658218 | 2017 OJ51                | 22 settembre 2012 | W. Bickel           |
| 658219 | 2017 OJ53                | 6 luglio 2013     | A. Oreshko          |
| 658220 | 2017 OS53                | 1 aprile 2016     | Pan-STARRS          |
| 658221 | 2017 OW53                | 9 aprile 2003     | NEAT                |
| 658222 | 2017 OK54                | 10 marzo 2016     | Pan-STARRS          |
| 658223 | 2017 OR54                | 30 aprile 2016    | Pan-STARRS          |
| 658224 | 2017 OH55                | 8 ottobre 2008    | Spacewatch          |
| 658225 | 2017 OM55                | 30 luglio 2017    | Pan-STARRS          |
| 658226 | 2017 OX57                | 30 luglio 2008    | Mount Lemmon Survey |
| 658227 | 2017 OF58                | 10 aprile 2005    | Kitt Peak Obs.      |
| 658228 | 2017 OF61                | 26 settembre 2008 | Spacewatch          |
| 658229 | 2017 OD62                | 19 gennaio 2015   | Mount Lemmon Survey |
| 658230 | 2017 OG63                | 14 aprile 2016    | Pan-STARRS          |
| 658231 | 2017 OM67                | 4 febbraio 2006   | CSS                 |
| 658232 | 2017 OR69                | 30 luglio 2017    | Pan-STARRS          |
| 658233 | 2017 OC70                | 30 luglio 2017    | Pan-STARRS          |
| 658234 | 2017 OM70                | 30 luglio 2017    | Pan-STARRS          |
| 658235 | 2017 OD73                | 13 ottobre 2006   | Spacewatch          |
| 658236 | 2017 OM86                | 29 luglio 2017    | Pan-STARRS          |
| 658237 | 2017 OO87                | 18 aprile 2015    | CTIO-DECam          |
| 658238 | 2017 OH90                | 13 aprile 2015    | Pan-STARRS          |
| 658239 | 2017 OJ90                | 30 luglio 2017    | Pan-STARRS          |
| 658240 | 2017 OQ95                | 16 gennaio 2015   | Pan-STARRS          |
| 658241 | 2017 OV95                | 30 luglio 2017    | Pan-STARRS          |
| 658242 | 2017 OC96                | 25 luglio 2017    | Pan-STARRS          |
| 658243 | 2017 OK97                | 25 luglio 2017    | Pan-STARRS          |
| 658244 | 2017 OW97                | 29 ottobre 2003   | Spacewatch          |
| 658245 | 2017 OY101               | 26 luglio 2017    | Pan-STARRS          |
| 658246 | 2017 OS107               | 26 luglio 2017    | Pan-STARRS          |
| 658247 | 2017 ON108               | 5 aprile 2016     | Pan-STARRS          |
| 658248 | 2017 OS111               | 25 luglio 2017    | Pan-STARRS          |
| 658249 | 2017 OW111               | 30 luglio 2017    | Pan-STARRS          |
| 658250 | 2017 OP113               | 26 luglio 2017    | Pan-STARRS          |
| 658251 | 2017 OQ113               | 25 luglio 2017    | Pan-STARRS          |
| 658252 | 2017 OM122               | 29 luglio 2017    | Pan-STARRS          |
| 658253 | 2017 OB130               | 29 luglio 2017    | Pan-STARRS          |
| 658254 | 2017 OE139               | 26 luglio 2017    | Pan-STARRS          |
| 658255 | 2017 OJ139               | 25 luglio 2017    | Pan-STARRS          |
| 658256 | 2017 OY140               | 29 luglio 2017    | Pan-STARRS          |
| 658257 | 2017 OE149               | 10 gennaio 2010   | Spacewatch          |
| 658258 | 2017 OP153               | 30 luglio 2017    | Pan-STARRS          |
| 658259 | 2017 PC1                 | 10 settembre 2007 | Spacewatch          |
| 658260 | 2017 PN8                 | 1 agosto 2017     | Pan-STARRS          |
| 658261 | 2017 PP10                | 3 febbraio 2009   | Spacewatch          |
| 658262 | 2017 PY11                | 26 ottobre 2013   | Mount Lemmon Survey |
| 658263 | 2017 PN14                | 24 settembre 2012 | Mount Lemmon Survey |
| 658264 | 2017 PN15                | 22 marzo 2015     | Mount Lemmon Survey |
| 658265 | 2017 PE18                | 1 agosto 2017     | Pan-STARRS          |
| 658266 | 2017 PS20                | 9 novembre 2008   | Spacewatch          |
| 658267 | 2017 PL22                | 19 settembre 2008 | Spacewatch          |
| 658268 | 2017 PL23                | 21 novembre 2008  | Spacewatch          |
| 658269 | 2017 PV23                | 22 settembre 2008 | Spacewatch          |
| 658270 | 2017 PF28                | 1 luglio 2017     | Pan-STARRS          |
| 658271 | 2017 PL32                | 1 luglio 2017     | Pan-STARRS          |
| 658272 | 2017 PT32                | 27 novembre 2013  | Pan-STARRS          |
| 658273 | 2017 PK33                | 26 luglio 2017    | Pan-STARRS          |
| 658274 | 2017 PB34                | 17 agosto 2006    | NEAT                |
| 658275 | 2017 PN35                | 26 febbraio 2008  | Mount Lemmon Survey |
| 658276 | 2017 PP35                | 2 gennaio 2009    | Mount Lemmon Survey |
| 658277 | 2017 PG36                | 1 febbraio 2009   | Mount Lemmon Survey |
| 658278 | 2017 PH36                | 15 agosto 2017    | Pan-STARRS          |
| 658279 | 2017 PR36                | 6 settembre 2013  | Spacewatch          |
| 658280 | 2017 PB37                | 20 febbraio 2014  | Mount Lemmon Survey |
| 658281 | 2017 PJ37                | 4 settembre 2008  | Spacewatch          |
| 658282 | 2017 PK37                | 17 gennaio 2016   | Pan-STARRS          |
| 658283 | 2017 PP37                | 15 luglio 2004    | SSS                 |
| 658284 | 2017 PR40                | 26 settembre 2008 | Spacewatch          |
| 658285 | 2017 PA41                | 16 gennaio 2015   | Pan-STARRS          |
| 658286 | 2017 PL41                | 15 dicembre 2001  | LINEAR              |
| 658287 | 2017 PU41                | 4 agosto 2017     | Pan-STARRS          |
| 658288 | 2017 PA42                | 6 agosto 2017     | Pan-STARRS          |
| 658289 | 2017 PC42                | 24 settembre 2006 | Spacewatch          |
| 658290 | 2017 PQ42                | 19 aprile 2015    | CTIO-DECam          |
| 658291 | 2017 PD43                | 3 agosto 2017     | Pan-STARRS          |
| 658292 | 2017 PQ47                | 25 luglio 2006    | NEAT                |
| 658293 | 2017 PA52                | 18 aprile 2015    | CTIO-DECam          |
| 658294 | 2017 PN53                | 3 agosto 2017     | Pan-STARRS          |
| 658295 | 2017 PX53                | 3 agosto 2017     | Pan-STARRS          |
| 658296 | 2017 PY53                | 1 agosto 2017     | Pan-STARRS          |
| 658297 | 2017 PP54                | 1 agosto 2017     | Pan-STARRS          |
| 658298 | 2017 PY56                | 3 agosto 2017     | Pan-STARRS          |
| 658299 | 2017 PX57                | 14 agosto 2017    | Pan-STARRS          |
| 658300 | 2017 PU59                | 15 agosto 2017    | Pan-STARRS          |

## 658301–658400
| Nome           | Designazione provvisoria | Data di scoperta  | Scopritore            |
| -------------- | ------------------------ | ----------------- | --------------------- |
| 658301         | 2017 PX59                | 1 agosto 2017     | Pan-STARRS            |
| 658302         | 2017 PO61                | 1 agosto 2017     | Pan-STARRS            |
| 658303         | 2017 PB64                | 1 agosto 2017     | Pan-STARRS            |
| 658304         | 2017 PQ67                | 3 agosto 2017     | Pan-STARRS            |
| 658305         | 2017 PW67                | 6 agosto 2017     | Pan-STARRS            |
| 658306         | 2017 PN71                | 7 settembre 2008  | Mount Lemmon Survey   |
| 658307         | 2017 QF9                 | 5 maggio 2016     | Pan-STARRS            |
| 658308         | 2017 QQ9                 | 23 gennaio 2006   | Mount Lemmon Survey   |
| 658309         | 2017 QB12                | 26 novembre 2014  | Pan-STARRS            |
| 658310         | 2017 QK13                | 20 novembre 2004  | Spacewatch            |
| 658311         | 2017 QX13                | 29 marzo 2012     | Pan-STARRS            |
| 658312         | 2017 QL20                | 26 luglio 2017    | Pan-STARRS            |
| 658313         | 2017 QD22                | 7 settembre 2008  | Mount Lemmon Survey   |
| 658314         | 2017 QV23                | 13 settembre 2007 | CSS                   |
| 658315         | 2017 QP27                | 9 gennaio 2014    | Mount Lemmon Survey   |
| 658316         | 2017 QG28                | 29 giugno 2017    | Mount Lemmon Survey   |
| 658317         | 2017 QN31                | 25 maggio 2006    | Mount Lemmon Survey   |
| 658318         | 2017 QP31                | 5 settembre 2008  | Spacewatch            |
| 658319         | 2017 QD36                | 9 gennaio 2011    | PMO NEO               |
| 658320         | 2017 QG37                | 13 settembre 2012 | ESA OGS               |
| 658321         | 2017 QS38                | 28 ottobre 2013   | Mount Lemmon Survey   |
| 658322         | 2017 QD40                | 29 dicembre 2008  | Spacewatch            |
| 658323         | 2017 QU41                | 16 agosto 2017    | Pan-STARRS            |
| 658324         | 2017 QB42                | 31 agosto 2005    | Spacewatch            |
| 658325         | 2017 QY43                | 26 agosto 2012    | Spacewatch            |
| 658326         | 2017 QS44                | 27 marzo 2011     | Mount Lemmon Survey   |
| 658327         | 2017 QO45                | 11 ottobre 2004   | Spacewatch            |
| 658328         | 2017 QW45                | 25 febbraio 2006  | Spacewatch            |
| 658329         | 2017 QX47                | 9 novembre 2013   | Pan-STARRS            |
| 658330         | 2017 QV49                | 13 gennaio 2015   | Pan-STARRS            |
| 658331         | 2017 QS51                | 5 giugno 2016     | Pan-STARRS            |
| 658332         | 2017 QY51                | 19 agosto 2006    | Spacewatch            |
| 658333         | 2017 QA52                | 20 gennaio 2015   | Pan-STARRS            |
| 658334         | 2017 QS52                | 19 novembre 2009  | Mount Lemmon Survey   |
| 658335         | 2017 QW53                | 7 ottobre 2013    | Spacewatch            |
| 658336         | 2017 QE54                | 25 marzo 2007     | Mount Lemmon Survey   |
| 658337         | 2017 QN54                | 3 settembre 2008  | Spacewatch            |
| 658338         | 2017 QV54                | 15 luglio 2013    | Pan-STARRS            |
| 658339         | 2017 QN55                | 13 settembre 2007 | Mount Lemmon Survey   |
| 658340         | 2017 QP56                | 24 ottobre 2013   | Mount Lemmon Survey   |
| 658341         | 2017 QU56                | 5 settembre 2008  | Spacewatch            |
| 658342         | 2017 QM57                | 14 novembre 1998  | Spacewatch            |
| 658343         | 2017 QG58                | 30 maggio 2011    | Pan-STARRS            |
| 658344         | 2017 QH58                | 19 settembre 2010 | Spacewatch            |
| 658345         | 2017 QK58                | 2 aprile 2016     | Pan-STARRS            |
| 658346         | 2017 QR58                | 3 giugno 2016     | Pan-STARRS            |
| 658347         | 2017 QT58                | 27 gennaio 2011   | Mount Lemmon Survey   |
| 658348         | 2017 QH60                | 28 novembre 2013  | Mount Lemmon Survey   |
| 658349         | 2017 QY60                | 22 agosto 2017    | PMO NEO               |
| 658350         | 2017 QL63                | 25 luglio 2017    | Pan-STARRS            |
| 658351         | 2017 QP64                | 31 dicembre 2008  | Spacewatch            |
| 658352         | 2017 QV64                | 27 dicembre 2013  | Spacewatch            |
| 658353         | 2017 QN66                | 23 marzo 2003     | Spacewatch            |
| 658354         | 2017 QP67                | 20 maggio 2015    | CTIO-DECam            |
| 658355         | 2017 QD69                | 27 agosto 2017    | ATLAS                 |
| 658356         | 2017 QU76                | 22 marzo 2015     | Mount Lemmon Survey   |
| 658357         | 2017 QV78                | 31 agosto 2017    | Mount Lemmon Survey   |
| 658358         | 2017 QH80                | 31 agosto 2017    | Mount Lemmon Survey   |
| 658359         | 2017 QT87                | 18 aprile 2015    | CTIO-DECam            |
| 658360         | 2017 QV87                | 22 agosto 2017    | Pan-STARRS            |
| 658361         | 2017 QK91                | 17 agosto 2017    | Pan-STARRS            |
| 658362         | 2017 QC92                | 24 agosto 2017    | Pan-STARRS            |
| 658363         | 2017 QN92                | 31 agosto 2017    | Pan-STARRS            |
| 658364         | 2017 QP92                | 31 agosto 2017    | Pan-STARRS            |
| 658365         | 2017 QR92                | 22 agosto 2017    | Pan-STARRS            |
| 658366         | 2017 QV93                | 17 aprile 2015    | Mount Lemmon Survey   |
| 658367         | 2017 QZ93                | 18 agosto 2017    | Pan-STARRS            |
| 658368         | 2017 QC95                | 17 agosto 2017    | Pan-STARRS            |
| 658369         | 2017 QC99                | 31 agosto 2017    | Mount Lemmon Survey   |
| 658370         | 2017 QV101               | 9 aprile 2015     | Mount Lemmon Survey   |
| 658371         | 2017 QY101               | 30 agosto 2017    | Pan-STARRS            |
| 658372         | 2017 QW103               | 24 agosto 2017    | Pan-STARRS            |
| 658373         | 2017 QQ107               | 31 agosto 2017    | Pan-STARRS            |
| 658374         | 2017 QJ108               | 31 agosto 2017    | Pan-STARRS            |
| 658375         | 2017 QJ109               | 31 agosto 2017    | Pan-STARRS            |
| 658376         | 2017 QP109               | 23 agosto 2017    | Pan-STARRS            |
| 658377         | 2017 QU113               | 16 agosto 2006    | NEAT                  |
| 658378         | 2017 QP116               | 24 agosto 2017    | Pan-STARRS            |
| 658379         | 2017 QT117               | 24 agosto 2017    | Pan-STARRS            |
| 658380         | 2017 QV117               | 24 agosto 2017    | Pan-STARRS            |
| 658381         | 2017 QU118               | 16 agosto 2017    | Pan-STARRS            |
| 658382         | 2017 QG119               | 20 agosto 2017    | Pan-STARRS            |
| 658383         | 2017 QC122               | 31 agosto 2017    | Mount Lemmon Survey   |
| 658384         | 2017 QF122               | 18 agosto 2017    | Pan-STARRS            |
| 658385         | 2017 QB123               | 10 marzo 2015     | Mount Lemmon Survey   |
| 658386         | 2017 QC123               | 17 agosto 2017    | Pan-STARRS            |
| 658387         | 2017 QR123               | 24 agosto 2017    | Pan-STARRS            |
| 658388         | 2017 QK124               | 31 agosto 2017    | Pan-STARRS            |
| 658389         | 2017 QM124               | 31 agosto 2017    | Pan-STARRS            |
| 658390         | 2017 QD128               | 27 gennaio 2015   | Pan-STARRS            |
| 658391         | 2017 QE128               | 2 febbraio 2006   | W. Bickel             |
| 658392         | 2017 QF134               | 16 agosto 2017    | Pan-STARRS            |
| 658393         | 2017 QE135               | 24 agosto 2017    | Pan-STARRS            |
| 658394         | 2017 QA142               | 31 agosto 2017    | Mount Lemmon Survey   |
| 658395         | 2017 QX144               | 31 agosto 2017    | Mount Lemmon Survey   |
| 658396         | 2017 QT145               | 17 aprile 2015    | CTIO-DECam            |
| 658397         | 2017 QN183               | 23 agosto 2017    | Pan-STARRS            |
| 658398 Lufonds | 2017 RE3                 | 29 luglio 2008    | K. Černis, I. Eglītis |
| 658399         | 2017 RJ4                 | 3 ottobre 2013    | Pan-STARRS            |
| 658400         | 2017 RH7                 | 3 settembre 2008  | Spacewatch            |

## 658401–658500
| Nome   | Designazione provvisoria | Data di scoperta  | Scopritore                  |
| ------ | ------------------------ | ----------------- | --------------------------- |
| 658401 | 2017 RQ8                 | 10 ottobre 2012   | Pan-STARRS                  |
| 658402 | 2017 RJ10                | 14 settembre 2006 | Spacewatch                  |
| 658403 | 2017 RK17                | 27 maggio 2016    | Pan-STARRS                  |
| 658404 | 2017 RJ18                | 27 febbraio 2012  | Pan-STARRS                  |
| 658405 | 2017 RO18                | 22 gennaio 2002   | Spacewatch                  |
| 658406 | 2017 RR19                | 31 agosto 2017    | Mount Lemmon Survey         |
| 658407 | 2017 RA20                | 13 gennaio 2008   | Spacewatch                  |
| 658408 | 2017 RO21                | 9 novembre 2013   | Spacewatch                  |
| 658409 | 2017 RY21                | 12 febbraio 2011  | Mount Lemmon Survey         |
| 658410 | 2017 RB22                | 21 settembre 2007 | PMO NEO                     |
| 658411 | 2017 RN22                | 5 settembre 2008  | Spacewatch                  |
| 658412 | 2017 RO22                | 16 febbraio 2015  | Pan-STARRS                  |
| 658413 | 2017 RA23                | 21 ottobre 2012   | Spacewatch                  |
| 658414 | 2017 RY23                | 7 giugno 2016     | Pan-STARRS                  |
| 658415 | 2017 RM24                | 21 gennaio 2002   | Spacewatch                  |
| 658416 | 2017 RD25                | 8 ottobre 2012    | Pan-STARRS                  |
| 658417 | 2017 RQ25                | 10 ottobre 1999   | Spacewatch                  |
| 658418 | 2017 RT26                | 22 ottobre 2012   | Pan-STARRS                  |
| 658419 | 2017 RK28                | 13 settembre 2017 | Pan-STARRS                  |
| 658420 | 2017 RZ28                | 27 agosto 2006    | Spacewatch                  |
| 658421 | 2017 RS29                | 28 settembre 2008 | Mount Lemmon Survey         |
| 658422 | 2017 RR30                | 1 gennaio 2014    | Spacewatch                  |
| 658423 | 2017 RB31                | 19 agosto 2006    | Spacewatch                  |
| 658424 | 2017 RK33                | 27 novembre 2013  | Pan-STARRS                  |
| 658425 | 2017 RA34                | 22 settembre 2001 | Spacewatch                  |
| 658426 | 2017 RK34                | 19 aprile 2002    | Spacewatch                  |
| 658427 | 2017 RY35                | 1 agosto 2017     | Pan-STARRS                  |
| 658428 | 2017 RA39                | 8 ottobre 2008    | Mount Lemmon Survey         |
| 658429 | 2017 RW46                | 10 novembre 2009  | Spacewatch                  |
| 658430 | 2017 RJ47                | 16 febbraio 2015  | Pan-STARRS                  |
| 658431 | 2017 RS47                | 10 ottobre 2008   | Spacewatch                  |
| 658432 | 2017 RX47                | 31 dicembre 2013  | Mount Lemmon Survey         |
| 658433 | 2017 RU48                | 15 settembre 2006 | Spacewatch                  |
| 658434 | 2017 RH50                | 25 maggio 2006    | Osservatorio di Mauna Kea   |
| 658435 | 2017 RU52                | 10 febbraio 2014  | Pan-STARRS                  |
| 658436 | 2017 RG53                | 14 settembre 2007 | Spacewatch                  |
| 658437 | 2017 RQ55                | 28 ottobre 2008   | Spacewatch                  |
| 658438 | 2017 RO58                | 16 febbraio 2015  | Pan-STARRS                  |
| 658439 | 2017 RK59                | 25 ottobre 2001   | SDSS Collaboration          |
| 658440 | 2017 RU60                | 24 agosto 2017    | Pan-STARRS                  |
| 658441 | 2017 RJ61                | 19 settembre 2001 | Spacewatch                  |
| 658442 | 2017 RO61                | 31 agosto 2017    | Pan-STARRS                  |
| 658443 | 2017 RA62                | 20 gennaio 2015   | Pan-STARRS                  |
| 658444 | 2017 RU62                | 28 luglio 2011    | Pan-STARRS                  |
| 658445 | 2017 RB63                | 10 gennaio 2010   | Spacewatch                  |
| 658446 | 2017 RJ63                | 31 maggio 2011    | Mount Lemmon Survey         |
| 658447 | 2017 RO63                | 18 febbraio 2015  | L. H. Wasserman, M. W. Buie |
| 658448 | 2017 RP63                | 1 novembre 2013   | Mount Lemmon Survey         |
| 658449 | 2017 RR66                | 4 marzo 2005      | Mount Lemmon Survey         |
| 658450 | 2017 RW67                | 12 aprile 2016    | Pan-STARRS                  |
| 658451 | 2017 RC73                | 22 ottobre 1995   | Spacewatch                  |
| 658452 | 2017 RZ73                | 10 settembre 2004 | Spacewatch                  |
| 658453 | 2017 RF74                | 18 febbraio 2015  | L. H. Wasserman, M. W. Buie |
| 658454 | 2017 RO74                | 20 ottobre 2012   | Mount Lemmon Survey         |
| 658455 | 2017 RY75                | 27 febbraio 2006  | Spacewatch                  |
| 658456 | 2017 RN77                | 14 marzo 2016     | Mount Lemmon Survey         |
| 658457 | 2017 RY83                | 7 novembre 2012   | Pan-STARRS                  |
| 658458 | 2017 RW84                | 22 settembre 2012 | Spacewatch                  |
| 658459 | 2017 RY84                | 16 ottobre 2012   | Mount Lemmon Survey         |
| 658460 | 2017 RH85                | 21 settembre 2003 | Spacewatch                  |
| 658461 | 2017 RU86                | 20 marzo 2015     | Pan-STARRS                  |
| 658462 | 2017 RN87                | 28 settembre 2001 | NEAT                        |
| 658463 | 2017 RD88                | 15 settembre 2017 | Pan-STARRS                  |
| 658464 | 2017 RT88                | 18 aprile 2015    | CTIO-DECam                  |
| 658465 | 2017 RK89                | 2 agosto 2011     | Pan-STARRS                  |
| 658466 | 2017 RE90                | 19 settembre 2006 | Spacewatch                  |
| 658467 | 2017 RN90                | 16 ottobre 2007   | Mount Lemmon Survey         |
| 658468 | 2017 RA91                | 15 settembre 2017 | Pan-STARRS                  |
| 658469 | 2017 RX91                | 6 ottobre 2008    | Mount Lemmon Survey         |
| 658470 | 2017 RP93                | 5 giugno 2016     | Pan-STARRS                  |
| 658471 | 2017 RX95                | 27 settembre 2006 | Spacewatch                  |
| 658472 | 2017 RS96                | 23 marzo 2015     | Pan-STARRS                  |
| 658473 | 2017 RM97                | 8 ottobre 2007    | Mount Lemmon Survey         |
| 658474 | 2017 RD99                | 24 marzo 2015     | Mount Lemmon Survey         |
| 658475 | 2017 RY99                | 22 gennaio 2015   | Pan-STARRS                  |
| 658476 | 2017 RA100               | 12 aprile 2005    | Kitt Peak Obs.              |
| 658477 | 2017 RM102               | 10 ottobre 2007   | Mount Lemmon Survey         |
| 658478 | 2017 RO102               | 26 febbraio 2014  | Pan-STARRS                  |
| 658479 | 2017 RZ103               | 17 ottobre 2006   | CSS                         |
| 658480 | 2017 RB104               | 6 agosto 2012     | Pan-STARRS                  |
| 658481 | 2017 RE104               | 2 luglio 2011     | Mount Lemmon Survey         |
| 658482 | 2017 RK104               | 5 settembre 2013  | CSS                         |
| 658483 | 2017 RP104               | 18 ottobre 2012   | Mount Lemmon Survey         |
| 658484 | 2017 RE105               | 11 settembre 2017 | Pan-STARRS                  |
| 658485 | 2017 RR105               | 18 marzo 2015     | Pan-STARRS                  |
| 658486 | 2017 RA106               | 11 ottobre 2012   | R. Ferrando, M. Ferrando    |
| 658487 | 2017 RX106               | 8 ottobre 2012    | Pan-STARRS                  |
| 658488 | 2017 RB107               | 18 aprile 2015    | CTIO-DECam                  |
| 658489 | 2017 RL107               | 22 agosto 2006    | L. H. Wasserman             |
| 658490 | 2017 RX107               | 25 luglio 2011    | Pan-STARRS                  |
| 658491 | 2017 RF108               | 13 gennaio 2015   | Pan-STARRS                  |
| 658492 | 2017 RH108               | 11 settembre 2017 | Pan-STARRS                  |
| 658493 | 2017 RL108               | 9 novembre 2007   | CSS                         |
| 658494 | 2017 RM108               | 4 aprile 2016     | Pan-STARRS                  |
| 658495 | 2017 RK109               | 16 luglio 2004    | Cerro Tololo Obs.           |
| 658496 | 2017 RW110               | 19 aprile 2015    | CTIO-DECam                  |
| 658497 | 2017 RB120               | 2 settembre 2017  | Pan-STARRS                  |
| 658498 | 2017 RG120               | 15 settembre 2017 | Pan-STARRS                  |
| 658499 | 2017 RE123               | 1 gennaio 2008    | Spacewatch                  |
| 658500 | 2017 RE124               | 18 aprile 2015    | CTIO-DECam                  |

## 658501–658600
| Nome   | Designazione provvisoria | Data di scoperta  | Scopritore                 |
| ------ | ------------------------ | ----------------- | -------------------------- |
| 658501 | 2017 RO125               | 1 settembre 2017  | Mount Lemmon Survey        |
| 658502 | 2017 RH126               | 10 novembre 2013  | Spacewatch                 |
| 658503 | 2017 RC131               | 2 settembre 2017  | Pan-STARRS                 |
| 658504 | 2017 RK131               | 28 gennaio 2015   | Pan-STARRS                 |
| 658505 | 2017 RM131               | 13 settembre 2017 | Pan-STARRS                 |
| 658506 | 2017 RB132               | 2 settembre 2017  | Mount Lemmon Survey        |
| 658507 | 2017 RE132               | 12 settembre 2017 | Pan-STARRS                 |
| 658508 | 2017 RW132               | 11 settembre 2017 | Pan-STARRS                 |
| 658509 | 2017 RG133               | 15 settembre 2017 | Pan-STARRS                 |
| 658510 | 2017 RT137               | 24 febbraio 2015  | Pan-STARRS                 |
| 658511 | 2017 RB144               | 1 gennaio 2014    | Spacewatch                 |
| 658512 | 2017 RD145               | 2 settembre 2017  | Pan-STARRS                 |
| 658513 | 2017 RT150               | 14 settembre 2017 | Pan-STARRS                 |
| 658514 | 2017 RB153               | 2 settembre 2017  | Pan-STARRS                 |
| 658515 | 2017 RK153               | 15 settembre 2017 | Pan-STARRS                 |
| 658516 | 2017 RK162               | 8 settembre 2017  | Pan-STARRS                 |
| 658517 | 2017 SZ2                 | 14 gennaio 2016   | Pan-STARRS                 |
| 658518 | 2017 SH3                 | 27 settembre 2006 | Spacewatch                 |
| 658519 | 2017 SY4                 | 16 settembre 2017 | Pan-STARRS                 |
| 658520 | 2017 ST6                 | 21 ottobre 1995   | Spacewatch                 |
| 658521 | 2017 SN7                 | 18 marzo 2009     | Spacewatch                 |
| 658522 | 2017 SO7                 | 26 settembre 2003 | SDSS Collaboration         |
| 658523 | 2017 SF9                 | 18 settembre 2012 | CSS                        |
| 658524 | 2017 SC17                | 31 dicembre 2015  | Pan-STARRS                 |
| 658525 | 2017 SX18                | 26 settembre 2017 | Pan-STARRS                 |
| 658526 | 2017 SK22                | 18 aprile 2015    | CTIO-DECam                 |
| 658527 | 2017 SD24                | 15 settembre 2004 | Spacewatch                 |
| 658528 | 2017 SN25                | 10 ottobre 2012   | Mount Lemmon Survey        |
| 658529 | 2017 SC27                | 9 novembre 2013   | Pan-STARRS                 |
| 658530 | 2017 SP27                | 24 agosto 2017    | Pan-STARRS                 |
| 658531 | 2017 SH29                | 18 settembre 2006 | CSS                        |
| 658532 | 2017 SR29                | 7 settembre 2016  | Pan-STARRS                 |
| 658533 | 2017 SU37                | 21 settembre 2017 | Pan-STARRS                 |
| 658534 | 2017 SW37                | 20 ottobre 2006   | Spacewatch                 |
| 658535 | 2017 SU38                | 20 marzo 2015     | Pan-STARRS                 |
| 658536 | 2017 SE39                | 18 settembre 2017 | CSS                        |
| 658537 | 2017 SP39                | 10 gennaio 2008   | Mount Lemmon Survey        |
| 658538 | 2017 SS40                | 2 settembre 2017  | Pan-STARRS                 |
| 658539 | 2017 ST42                | 11 dicembre 2012  | Mount Lemmon Survey        |
| 658540 | 2017 SH43                | 21 settembre 2006 | LONEOS                     |
| 658541 | 2017 SS43                | 20 gennaio 2015   | Pan-STARRS                 |
| 658542 | 2017 SH45                | 19 aprile 2015    | CTIO-DECam                 |
| 658543 | 2017 SS46                | 19 agosto 2006    | Spacewatch                 |
| 658544 | 2017 SZ46                | 16 agosto 2017    | Pan-STARRS                 |
| 658545 | 2017 SC47                | 11 dicembre 2013  | Pan-STARRS                 |
| 658546 | 2017 SL52                | 26 settembre 2006 | Mount Lemmon Survey        |
| 658547 | 2017 SP52                | 9 settembre 2007  | Spacewatch                 |
| 658548 | 2017 SG53                | 16 dicembre 2007  | Mount Lemmon Survey        |
| 658549 | 2017 ST53                | 22 agosto 2006    | L. H. Wasserman            |
| 658550 | 2017 SP55                | 23 marzo 2015     | Pan-STARRS                 |
| 658551 | 2017 SR55                | 17 dicembre 2001  | LINEAR                     |
| 658552 | 2017 SU58                | 10 febbraio 2008  | Mount Lemmon Survey        |
| 658553 | 2017 SP59                | 16 settembre 2017 | Pan-STARRS                 |
| 658554 | 2017 SS59                | 18 ottobre 2006   | Spacewatch                 |
| 658555 | 2017 SF60                | 31 marzo 2012     | Mount Lemmon Survey        |
| 658556 | 2017 SG61                | 29 aprile 2003    | Spacewatch                 |
| 658557 | 2017 SL62                | 31 agosto 2017    | Mount Lemmon Survey        |
| 658558 | 2017 SG63                | 17 settembre 2017 | C. Rinner                  |
| 658559 | 2017 SK63                | 3 agosto 2017     | Pan-STARRS                 |
| 658560 | 2017 SU63                | 24 settembre 2012 | Mount Lemmon Survey        |
| 658561 | 2017 SX63                | 28 luglio 2008    | S. Matičič                 |
| 658562 | 2017 SC64                | 26 settembre 2008 | Spacewatch                 |
| 658563 | 2017 SM64                | 28 febbraio 2014  | Pan-STARRS                 |
| 658564 | 2017 SW64                | 2 marzo 2006      | L. H. Wasserman, R. Millis |
| 658565 | 2017 SD65                | 28 agosto 2006    | Spacewatch                 |
| 658566 | 2017 ST66                | 4 marzo 2016      | Pan-STARRS                 |
| 658567 | 2017 SD68                | 15 ottobre 2012   | Spacewatch                 |
| 658568 | 2017 SH68                | 16 settembre 2012 | Spacewatch                 |
| 658569 | 2017 SL68                | 15 settembre 2006 | Spacewatch                 |
| 658570 | 2017 SW68                | 16 marzo 2007     | Mount Lemmon Survey        |
| 658571 | 2017 SB69                | 2 dicembre 2005   | L. H. Wasserman, R. Millis |
| 658572 | 2017 SK69                | 17 settembre 2017 | Pan-STARRS                 |
| 658573 | 2017 SV71                | 21 gennaio 2015   | Pan-STARRS                 |
| 658574 | 2017 ST72                | 18 novembre 2008  | Spacewatch                 |
| 658575 | 2017 SZ72                | 9 ottobre 2012    | Mount Lemmon Survey        |
| 658576 | 2017 SC74                | 30 dicembre 2013  | Pan-STARRS                 |
| 658577 | 2017 SQ77                | 2 novembre 2007   | Mount Lemmon Survey        |
| 658578 | 2017 SY77                | 21 agosto 2006    | Spacewatch                 |
| 658579 | 2017 SF78                | 31 agosto 2017    | Pan-STARRS                 |
| 658580 | 2017 SZ78                | 25 settembre 1995 | Spacewatch                 |
| 658581 | 2017 SE79                | 5 gennaio 2013    | S. Mottola                 |
| 658582 | 2017 ST80                | 31 agosto 2017    | Pan-STARRS                 |
| 658583 | 2017 SC81                | 10 agosto 2002    | M. W. Buie, S. D. Kern     |
| 658584 | 2017 SR82                | 14 novembre 1995  | Spacewatch                 |
| 658585 | 2017 SW84                | 21 dicembre 2006  | L. H. Wasserman            |
| 658586 | 2017 SX85                | 26 settembre 2006 | CSS                        |
| 658587 | 2017 SS86                | 20 maggio 2015    | CTIO-DECam                 |
| 658588 | 2017 SG88                | 22 ottobre 2012   | Mount Lemmon Survey        |
| 658589 | 2017 SQ88                | 19 settembre 2017 | Pan-STARRS                 |
| 658590 | 2017 SS88                | 7 novembre 2012   | Mount Lemmon Survey        |
| 658591 | 2017 SW88                | 11 settembre 2007 | Spacewatch                 |
| 658592 | 2017 SP89                | 30 luglio 2017    | Pan-STARRS                 |
| 658593 | 2017 SA90                | 18 aprile 2015    | CTIO-DECam                 |
| 658594 | 2017 SR90                | 19 ottobre 2012   | Pan-STARRS                 |
| 658595 | 2017 SE91                | 26 settembre 2003 | SDSS Collaboration         |
| 658596 | 2017 SM91                | 7 ottobre 2008    | Mount Lemmon Survey        |
| 658597 | 2017 SV91                | 18 novembre 2008  | Spacewatch                 |
| 658598 | 2017 SA92                | 30 marzo 2008     | Spacewatch                 |
| 658599 | 2017 SN92                | 11 ottobre 2012   | Spacewatch                 |
| 658600 | 2017 SR92                | 6 ottobre 2008    | Spacewatch                 |

## 658601–658700
| Nome            | Designazione provvisoria | Data di scoperta  | Scopritore            |
| --------------- | ------------------------ | ----------------- | --------------------- |
| 658601          | 2017 SY93                | 26 settembre 1995 | Spacewatch            |
| 658602          | 2017 SF95                | 20 novembre 2003  | Kitt Peak Obs.        |
| 658603          | 2017 SM95                | 14 settembre 2007 | Spacewatch            |
| 658604          | 2017 SN95                | 25 settembre 2006 | Spacewatch            |
| 658605          | 2017 SW95                | 7 novembre 2012   | Mount Lemmon Survey   |
| 658606          | 2017 SE96                | 9 novembre 2007   | Mount Lemmon Survey   |
| 658607          | 2017 SW96                | 5 marzo 2014      | Pan-STARRS            |
| 658608          | 2017 SY96                | 20 febbraio 2014  | Mount Lemmon Survey   |
| 658609          | 2017 SM97                | 15 ottobre 2007   | Spacewatch            |
| 658610          | 2017 SS97                | 19 novembre 2003  | Spacewatch            |
| 658611          | 2017 SZ97                | 31 agosto 2017    | Pan-STARRS            |
| 658612          | 2017 SH98                | 20 gennaio 2015   | Pan-STARRS            |
| 658613          | 2017 SH99                | 18 giugno 2006    | Spacewatch            |
| 658614          | 2017 SL102               | 23 marzo 2006     | Mount Lemmon Survey   |
| 658615          | 2017 SU102               | 11 ottobre 2012   | K. Sárneczky          |
| 658616          | 2017 SL104               | 23 aprile 2015    | Pan-STARRS            |
| 658617          | 2017 SN104               | 21 ottobre 2012   | Pan-STARRS            |
| 658618          | 2017 SX105               | 4 dicembre 2008   | Mount Lemmon Survey   |
| 658619          | 2017 SF106               | 28 agosto 2006    | Spacewatch            |
| 658620          | 2017 SP107               | 21 ottobre 2012   | Spacewatch            |
| 658621          | 2017 SU107               | 1 gennaio 2008    | Spacewatch            |
| 658622          | 2017 SL108               | 22 ottobre 2012   | Pan-STARRS            |
| 658623          | 2017 SM109               | 18 ottobre 2012   | Pan-STARRS            |
| 658624          | 2017 SN109               | 20 settembre 2008 | Spacewatch            |
| 658625          | 2017 SA110               | 15 ottobre 2012   | Pan-STARRS            |
| 658626          | 2017 SN111               | 16 settembre 2012 | Mount Lemmon Survey   |
| 658627          | 2017 SV111               | 28 ottobre 2008   | Mount Lemmon Survey   |
| 658628          | 2017 SQ114               | 3 ottobre 2011    | PMO NEO               |
| 658629          | 2017 SE116               | 16 settembre 2012 | Spacewatch            |
| 658630          | 2017 SV116               | 2 aprile 2016     | Mount Lemmon Survey   |
| 658631          | 2017 ST120               | 20 settembre 1995 | Spacewatch            |
| 658632          | 2017 SO124               | 3 settembre 2008  | Spacewatch            |
| 658633          | 2017 SX125               | 26 settembre 2017 | Pan-STARRS            |
| 658634          | 2017 SH126               | 26 settembre 2017 | Pan-STARRS            |
| 658635          | 2017 SD130               | 31 agosto 2017    | Pan-STARRS            |
| 658636          | 2017 SG130               | 30 dicembre 2007  | Mount Lemmon Survey   |
| 658637          | 2017 SD131               | 30 agosto 2011    | Pan-STARRS            |
| 658638          | 2017 SF131               | 18 aprile 2015    | CTIO-DECam            |
| 658639          | 2017 SP132               | 22 settembre 2017 | Pan-STARRS            |
| 658640          | 2017 SC133               | 23 aprile 2014    | CTIO-DECam            |
| 658641          | 2017 SB134               | 20 maggio 2015    | CTIO-DECam            |
| 658642 Carreira | 2017 SK134               | 29 settembre 2017 | I. Eglītis, K. Černis |
| 658643          | 2017 SL134               | 21 maggio 2015    | CTIO-DECam            |
| 658644          | 2017 SR134               | 23 settembre 2017 | Pan-STARRS            |
| 658645          | 2017 SG135               | 24 settembre 2017 | Pan-STARRS            |
| 658646          | 2017 SA138               | 24 settembre 2017 | Pan-STARRS            |
| 658647          | 2017 SB138               | 8 giugno 2016     | Pan-STARRS            |
| 658648          | 2017 SD142               | 19 settembre 2017 | Pan-STARRS            |
| 658649          | 2017 SS142               | 6 ottobre 2000    | Spacewatch            |
| 658650          | 2017 SN151               | 12 dicembre 2012  | Mount Lemmon Survey   |
| 658651          | 2017 SH157               | 2 ottobre 2006    | Mount Lemmon Survey   |
| 658652          | 2017 SX160               | 27 settembre 2017 | Mount Lemmon Survey   |
| 658653          | 2017 SA161               | 24 settembre 2017 | Mount Lemmon Survey   |
| 658654          | 2017 SL168               | 20 maggio 2015    | CTIO-DECam            |
| 658655          | 2017 SO178               | 25 settembre 2017 | Pan-STARRS            |
| 658656          | 2017 SO183               | 22 settembre 2017 | Pan-STARRS            |
| 658657          | 2017 SY184               | 21 settembre 2017 | Pan-STARRS            |
| 658658          | 2017 ST189               | 18 aprile 2015    | CTIO-DECam            |
| 658659          | 2017 SJ190               | 28 agosto 2001    | Spacewatch            |
| 658660          | 2017 SO192               | 10 ottobre 2007   | Spacewatch            |
| 658661          | 2017 SP192               | 25 settembre 2017 | Pan-STARRS            |
| 658662          | 2017 SF194               | 17 settembre 2017 | Pan-STARRS            |
| 658663          | 2017 SZ194               | 20 maggio 2015    | CTIO-DECam            |
| 658664          | 2017 SY196               | 10 aprile 2015    | Mount Lemmon Survey   |
| 658665          | 2017 SJ197               | 20 maggio 2015    | CTIO-DECam            |
| 658666          | 2017 SG198               | 17 settembre 2017 | Pan-STARRS            |
| 658667          | 2017 SQ198               | 24 settembre 2017 | Mount Lemmon Survey   |
| 658668          | 2017 SU198               | 26 settembre 2017 | Pan-STARRS            |
| 658669          | 2017 SV198               | 16 settembre 2017 | Pan-STARRS            |
| 658670          | 2017 SW198               | 29 settembre 2017 | Pan-STARRS            |
| 658671          | 2017 SO199               | 20 settembre 2001 | Spacewatch            |
| 658672          | 2017 SV200               | 16 settembre 2017 | Pan-STARRS            |
| 658673          | 2017 SW200               | 26 settembre 2017 | Pan-STARRS            |
| 658674          | 2017 SF201               | 21 settembre 2017 | Pan-STARRS            |
| 658675          | 2017 SZ203               | 19 aprile 2015    | CTIO-DECam            |
| 658676          | 2017 SB204               | 20 maggio 2015    | CTIO-DECam            |
| 658677          | 2017 SD204               | 5 luglio 2016     | Pan-STARRS            |
| 658678          | 2017 SH204               | 19 settembre 2017 | Pan-STARRS            |
| 658679          | 2017 SK204               | 25 settembre 2017 | Pan-STARRS            |
| 658680          | 2017 SV204               | 20 maggio 2015    | CTIO-DECam            |
| 658681          | 2017 SA205               | 23 settembre 2017 | Pan-STARRS            |
| 658682          | 2017 SQ205               | 19 settembre 2017 | Pan-STARRS            |
| 658683          | 2017 ST208               | 23 settembre 2017 | Pan-STARRS            |
| 658684          | 2017 SZ208               | 24 settembre 2017 | Pan-STARRS            |
| 658685          | 2017 SD209               | 23 settembre 2017 | Pan-STARRS            |
| 658686          | 2017 SJ209               | 21 settembre 2017 | Pan-STARRS            |
| 658687          | 2017 SW210               | 16 settembre 2017 | Pan-STARRS            |
| 658688          | 2017 SN218               | 26 settembre 2017 | Pan-STARRS            |
| 658689          | 2017 SF219               | 4 luglio 1995     | Spacewatch            |
| 658690          | 2017 SP219               | 20 maggio 2015    | CTIO-DECam            |
| 658691          | 2017 SC227               | 18 aprile 2015    | CTIO-DECam            |
| 658692          | 2017 SE227               | 21 settembre 2017 | Pan-STARRS            |
| 658693          | 2017 SH227               | 17 settembre 2017 | Pan-STARRS            |
| 658694          | 2017 SY233               | 17 settembre 2017 | Pan-STARRS            |
| 658695          | 2017 SX241               | 17 settembre 2017 | Pan-STARRS            |
| 658696          | 2017 SV243               | 18 aprile 2015    | CTIO-DECam            |
| 658697          | 2017 SF246               | 23 settembre 2017 | Pan-STARRS            |
| 658698          | 2017 ST247               | 23 settembre 2017 | Pan-STARRS            |
| 658699          | 2017 SB248               | 20 maggio 2015    | CTIO-DECam            |
| 658700          | 2017 SG250               | 17 settembre 2017 | Pan-STARRS            |

## 658701–658800
| Nome           | Designazione provvisoria | Data di scoperta  | Scopritore            |
| -------------- | ------------------------ | ----------------- | --------------------- |
| 658701         | 2017 SE253               | 19 settembre 2017 | Pan-STARRS            |
| 658702         | 2017 SJ255               | 9 giugno 2016     | Pan-STARRS            |
| 658703         | 2017 SP255               | 21 aprile 2015    | CTIO-DECam            |
| 658704         | 2017 SO278               | 19 settembre 2017 | Pan-STARRS            |
| 658705         | 2017 SP293               | 23 settembre 2017 | Pan-STARRS            |
| 658706         | 2017 SD294               | 21 settembre 2017 | Pan-STARRS            |
| 658707         | 2017 SD299               | 17 settembre 2017 | Pan-STARRS            |
| 658708         | 2017 SD302               | 19 settembre 2017 | Pan-STARRS            |
| 658709         | 2017 SM307               | 3 agosto 2016     | Pan-STARRS            |
| 658710         | 2017 SE328               | 21 settembre 2017 | Pan-STARRS            |
| 658711         | 2017 TL                  | 10 gennaio 2016   | Pan-STARRS            |
| 658712         | 2017 TW                  | 5 giugno 2005     | Spacewatch            |
| 658713         | 2017 TV9                 | 5 novembre 2007   | Mount Lemmon Survey   |
| 658714         | 2017 TY10                | 28 settembre 2006 | CSS                   |
| 658715         | 2017 TT12                | 20 novembre 2003  | Spacewatch            |
| 658716         | 2017 TP14                | 22 settembre 2017 | Pan-STARRS            |
| 658717         | 2017 TP24                | 21 settembre 2017 | Pan-STARRS            |
| 658718         | 2017 TT24                | 21 maggio 2015    | CTIO-DECam            |
| 658719         | 2017 TW24                | 19 settembre 2017 | Pan-STARRS            |
| 658720         | 2017 TZ24                | 2 ottobre 2017    | Mount Lemmon Survey   |
| 658721         | 2017 TA25                | 6 gennaio 2013    | Mount Lemmon Survey   |
| 658722         | 2017 TK25                | 18 aprile 2015    | CTIO-DECam            |
| 658723         | 2017 TT25                | 19 aprile 2015    | CTIO-DECam            |
| 658724         | 2017 TZ25                | 13 ottobre 2017   | Mount Lemmon Survey   |
| 658725         | 2017 TH26                | 13 ottobre 2017   | Mount Lemmon Survey   |
| 658726         | 2017 TJ26                | 21 aprile 2015    | CTIO-DECam            |
| 658727         | 2017 TO29                | 18 aprile 2015    | CTIO-DECam            |
| 658728         | 2017 TZ35                | 1 ottobre 2017    | Pan-STARRS            |
| 658729         | 2017 TF36                | 21 ottobre 2012   | Pan-STARRS            |
| 658730         | 2017 UW2                 | 20 ottobre 2017   | Mount Lemmon Survey   |
| 658731         | 2017 UD9                 | 26 settembre 2006 | Spacewatch            |
| 658732         | 2017 UA12                | 17 settembre 2006 | Spacewatch            |
| 658733         | 2017 UL13                | 24 agosto 2006    | NEAT                  |
| 658734         | 2017 UD14                | 19 aprile 2015    | CTIO-DECam            |
| 658735         | 2017 UZ14                | 8 giugno 2016     | Pan-STARRS            |
| 658736         | 2017 UN15                | 20 agosto 2017    | Pan-STARRS            |
| 658737         | 2017 UM19                | 16 febbraio 2015  | Pan-STARRS            |
| 658738         | 2017 UN19                | 22 agosto 2003    | NEAT                  |
| 658739         | 2017 UG20                | 31 agosto 2003    | Spacewatch            |
| 658740         | 2017 UV20                | 17 novembre 1995  | Spacewatch            |
| 658741         | 2017 UG21                | 29 dicembre 2008  | W. Bickel             |
| 658742         | 2017 UO21                | 27 gennaio 2015   | Pan-STARRS            |
| 658743         | 2017 UB25                | 22 ottobre 2012   | Pan-STARRS            |
| 658744         | 2017 UT25                | 31 agosto 2017    | Pan-STARRS            |
| 658745         | 2017 UB27                | 14 ottobre 2012   | Spacewatch            |
| 658746         | 2017 US28                | 24 agosto 2017    | Pan-STARRS            |
| 658747         | 2017 UR29                | 19 aprile 2012    | Mount Lemmon Survey   |
| 658748         | 2017 UZ29                | 16 marzo 2005     | Spacewatch            |
| 658749         | 2017 UW30                | 25 maggio 2011    | Spacewatch            |
| 658750         | 2017 UX30                | 10 aprile 2015    | Mount Lemmon Survey   |
| 658751         | 2017 UH31                | 25 settembre 2006 | Spacewatch            |
| 658752         | 2017 UJ31                | 25 settembre 2006 | Spacewatch            |
| 658753         | 2017 UK31                | 20 agosto 2011    | Pan-STARRS            |
| 658754         | 2017 UO31                | 15 aprile 2010    | Mount Lemmon Survey   |
| 658755         | 2017 UM32                | 30 novembre 2003  | Spacewatch            |
| 658756         | 2017 UQ35                | 25 dicembre 2005  | Mount Lemmon Survey   |
| 658757         | 2017 US35                | 6 giugno 2016     | Pan-STARRS            |
| 658758         | 2017 UV36                | 24 maggio 2000    | C. Veillet            |
| 658759         | 2017 UT37                | 23 dicembre 2012  | Pan-STARRS            |
| 658760         | 2017 UO38                | 28 maggio 2008    | Spacewatch            |
| 658761         | 2017 UQ38                | 23 ottobre 2013   | Pan-STARRS            |
| 658762         | 2017 UE39                | 2 dicembre 2012   | Mount Lemmon Survey   |
| 658763         | 2017 UW39                | 9 aprile 2014     | Pan-STARRS            |
| 658764         | 2017 UF40                | 6 gennaio 2013    | Mount Lemmon Survey   |
| 658765         | 2017 UF45                | 30 gennaio 2016   | Pan-STARRS            |
| 658766         | 2017 UQ53                | 27 ottobre 2017   | Pan-STARRS            |
| 658767         | 2017 UX63                | 22 ottobre 2017   | Mount Lemmon Survey   |
| 658768         | 2017 UG69                | 31 ottobre 2017   | Pan-STARRS            |
| 658769         | 2017 UQ78                | 20 ottobre 2017   | Mount Lemmon Survey   |
| 658770         | 2017 UR78                | 1 ottobre 2006    | Spacewatch            |
| 658771         | 2017 UA79                | 5 luglio 2016     | Pan-STARRS            |
| 658772         | 2017 UA85                | 27 ottobre 2017   | Mount Lemmon Survey   |
| 658773         | 2017 UC87                | 23 ottobre 2017   | Mount Lemmon Survey   |
| 658774         | 2017 UT87                | 14 febbraio 2008  | Mount Lemmon Survey   |
| 658775         | 2017 UV89                | 21 ottobre 2017   | Mount Lemmon Survey   |
| 658776         | 2017 UO91                | 23 aprile 2014    | CTIO-DECam            |
| 658777         | 2017 UY91                | 29 ottobre 2017   | Pan-STARRS            |
| 658778         | 2017 UO92                | 19 settembre 2003 | Spacewatch            |
| 658779         | 2017 UC93                | 18 ottobre 2017   | Pan-STARRS            |
| 658780         | 2017 UE93                | 21 ottobre 2017   | Pan-STARRS            |
| 658781         | 2017 UF93                | 19 gennaio 2002   | Spacewatch            |
| 658782         | 2017 UP93                | 27 ottobre 2017   | Pan-STARRS            |
| 658783         | 2017 UZ93                | 7 agosto 2016     | Pan-STARRS            |
| 658784         | 2017 UA94                | 22 settembre 2017 | Pan-STARRS            |
| 658785         | 2017 UE94                | 8 agosto 2016     | Pan-STARRS            |
| 658786         | 2017 UF94                | 21 ottobre 2017   | Mount Lemmon Survey   |
| 658787 Alksnis | 2017 UM95                | 19 ottobre 2017   | I. Eglītis, K. Černis |
| 658788         | 2017 UT95                | 9 agosto 2016     | Pan-STARRS            |
| 658789         | 2017 UV95                | 20 maggio 2015    | CTIO-DECam            |
| 658790         | 2017 UB97                | 18 aprile 2015    | CTIO-DECam            |
| 658791         | 2017 UU98                | 29 ottobre 2017   | Pan-STARRS            |
| 658792         | 2017 UV98                | 22 ottobre 2017   | Mount Lemmon Survey   |
| 658793         | 2017 UW98                | 18 ottobre 2017   | Mount Lemmon Survey   |
| 658794         | 2017 UO99                | 18 ottobre 2017   | Pan-STARRS            |
| 658795         | 2017 UE100               | 21 ottobre 2017   | Pan-STARRS            |
| 658796         | 2017 UO100               | 22 ottobre 2017   | Mount Lemmon Survey   |
| 658797         | 2017 UH104               | 23 ottobre 2017   | Mount Lemmon Survey   |
| 658798         | 2017 UO104               | 23 ottobre 2017   | Mount Lemmon Survey   |
| 658799         | 2017 UP104               | 23 ottobre 2017   | Mount Lemmon Survey   |
| 658800         | 2017 UQ104               | 29 ottobre 2017   | Pan-STARRS            |

## 658801–658900
| Nome             | Designazione provvisoria | Data di scoperta  | Scopritore                |
| ---------------- | ------------------------ | ----------------- | ------------------------- |
| 658801           | 2017 UN105               | 30 ottobre 2017   | Pan-STARRS                |
| 658802           | 2017 UZ109               | 7 agosto 2016     | Pan-STARRS                |
| 658803           | 2017 UQ113               | 15 ottobre 2017   | Mount Lemmon Survey       |
| 658804           | 2017 UH118               | 23 ottobre 2017   | Mount Lemmon Survey       |
| 658805           | 2017 UN136               | 27 ottobre 2017   | Pan-STARRS                |
| 658806           | 2017 UV138               | 17 ottobre 2017   | Mount Lemmon Survey       |
| 658807           | 2017 UP140               | 14 novembre 2012  | Spacewatch                |
| 658808           | 2017 UK141               | 7 agosto 2016     | Pan-STARRS                |
| 658809           | 2017 US142               | 28 ottobre 2017   | Mount Lemmon Survey       |
| 658810           | 2017 UL152               | 30 ottobre 2017   | Pan-STARRS                |
| 658811           | 2017 UU178               | 22 ottobre 2017   | Mount Lemmon Survey       |
| 658812           | 2017 UV182               | 7 agosto 2016     | Pan-STARRS                |
| 658813           | 2017 UV195               | 27 ottobre 2017   | Mount Lemmon Survey       |
| 658814           | 2017 UJ200               | 14 luglio 2016    | Pan-STARRS                |
| 658815           | 2017 VQ2                 | 4 dicembre 2012   | Mount Lemmon Survey       |
| 658816           | 2017 VY2                 | 1 agosto 2017     | Pan-STARRS                |
| 658817           | 2017 VZ7                 | 25 settembre 2008 | Spacewatch                |
| 658818           | 2017 VD12                | 30 settembre 2006 | Mount Lemmon Survey       |
| 658819           | 2017 VG16                | 4 febbraio 2009   | Mount Lemmon Survey       |
| 658820           | 2017 VR16                | 19 settembre 2017 | Pan-STARRS                |
| 658821           | 2017 VL17                | 24 marzo 2015     | Mount Lemmon Survey       |
| 658822           | 2017 VP17                | 26 settembre 2011 | Mount Lemmon Survey       |
| 658823           | 2017 VB19                | 11 giugno 2007    | Osservatorio di Mauna Kea |
| 658824           | 2017 VD19                | 20 novembre 2006  | Spacewatch                |
| 658825           | 2017 VQ20                | 19 settembre 2012 | Mount Lemmon Survey       |
| 658826           | 2017 VZ22                | 2 novembre 2007   | Spacewatch                |
| 658827           | 2017 VA24                | 27 settembre 2006 | Spacewatch                |
| 658828           | 2017 VX24                | 8 ottobre 2007    | Spacewatch                |
| 658829           | 2017 VV25                | 28 ottobre 2017   | Pan-STARRS                |
| 658830           | 2017 VS26                | 9 agosto 2016     | Pan-STARRS                |
| 658831           | 2017 VW28                | 7 giugno 2016     | Pan-STARRS                |
| 658832           | 2017 VY28                | 23 settembre 2008 | Spacewatch                |
| 658833           | 2017 VS32                | 11 settembre 2005 | Spacewatch                |
| 658834           | 2017 VD33                | 21 ottobre 2006   | Mount Lemmon Survey       |
| 658835           | 2017 VX33                | 30 ottobre 2013   | Pan-STARRS                |
| 658836           | 2017 VN34                | 21 settembre 2017 | Pan-STARRS                |
| 658837           | 2017 VM38                | 11 luglio 2016    | Pan-STARRS                |
| 658838           | 2017 VM41                | 7 agosto 2016     | Pan-STARRS                |
| 658839           | 2017 VO41                | 8 agosto 2016     | Pan-STARRS                |
| 658840           | 2017 VT41                | 8 agosto 2016     | Pan-STARRS                |
| 658841           | 2017 VQ45                | 12 novembre 2017  | Mount Lemmon Survey       |
| 658842           | 2017 VD52                | 20 maggio 2015    | CTIO-DECam                |
| 658843           | 2017 VJ54                | 15 novembre 2017  | Mount Lemmon Survey       |
| 658844           | 2017 VD71                | 30 gennaio 2008   | Mount Lemmon Survey       |
| 658845           | 2017 WP2                 | 25 ottobre 1995   | Spacewatch                |
| 658846           | 2017 WH3                 | 28 settembre 2006 | Mount Lemmon Survey       |
| 658847           | 2017 WK3                 | 23 agosto 2011    | Pan-STARRS                |
| 658848           | 2017 WY4                 | 31 ottobre 2006   | Mount Lemmon Survey       |
| 658849           | 2017 WQ5                 | 18 settembre 2011 | Mount Lemmon Survey       |
| 658850           | 2017 WN6                 | 21 ottobre 2017   | Pan-STARRS                |
| 658851           | 2017 WP7                 | 28 luglio 2011    | SSS                       |
| 658852           | 2017 WF10                | 13 luglio 2016    | Pan-STARRS                |
| 658853           | 2017 WB11                | 20 ottobre 2006   | Spacewatch                |
| 658854           | 2017 WK18                | 29 settembre 2011 | Mount Lemmon Survey       |
| 658855           | 2017 WO21                | 21 ottobre 2006   | Mount Lemmon Survey       |
| 658856           | 2017 WX22                | 9 dicembre 2012   | K. Sárneczky              |
| 658857           | 2017 WG23                | 27 agosto 2006    | Spacewatch                |
| 658858           | 2017 WN23                | 25 ottobre 2017   | Mount Lemmon Survey       |
| 658859           | 2017 WS25                | 9 novembre 2017   | Pan-STARRS                |
| 658860           | 2017 WT25                | 22 dicembre 2006  | LINEAR                    |
| 658861           | 2017 WX29                | 2 ottobre 2008    | Mount Lemmon Survey       |
| 658862           | 2017 WG38                | 24 settembre 2011 | Mount Lemmon Survey       |
| 658863           | 2017 WL40                | 19 novembre 2017  | Pan-STARRS                |
| 658864           | 2017 WU40                | 19 novembre 2017  | Pan-STARRS                |
| 658865           | 2017 WV40                | 21 novembre 2017  | Mount Lemmon Survey       |
| 658866           | 2017 WF41                | 10 gennaio 2007   | Spacewatch                |
| 658867           | 2017 WJ43                | 22 settembre 2017 | Pan-STARRS                |
| 658868           | 2017 WR43                | 17 novembre 2017  | Pan-STARRS                |
| 658869           | 2017 WX43                | 16 novembre 2017  | Mount Lemmon Survey       |
| 658870           | 2017 WW44                | 30 agosto 2016    | Pan-STARRS                |
| 658871           | 2017 WA45                | 20 maggio 2015    | CTIO-DECam                |
| 658872           | 2017 WE45                | 21 novembre 2017  | Mount Lemmon Survey       |
| 658873           | 2017 WH45                | 17 maggio 2016    | Pan-STARRS                |
| 658874           | 2017 WY49                | 21 novembre 2017  | Mount Lemmon Survey       |
| 658875           | 2017 WO51                | 16 gennaio 2013   | Mount Lemmon Survey       |
| 658876           | 2017 WU58                | 17 novembre 2017  | Pan-STARRS                |
| 658877           | 2017 WY58                | 28 novembre 2017  | Mount Lemmon Survey       |
| 658878           | 2017 WY61                | 26 novembre 2017  | Mount Lemmon Survey       |
| 658879           | 2017 WU63                | 16 novembre 2017  | Mount Lemmon Survey       |
| 658880           | 2017 WV63                | 11 febbraio 2008  | Spacewatch                |
| 658881           | 2017 WR64                | 21 novembre 2017  | Mount Lemmon Survey       |
| 658882 Žemaitija | 2017 WV90                | 23 ottobre 2017   | I. Eglītis, K. Černis     |
| 658883           | 2017 XD                  | 26 ottobre 2017   | Mount Lemmon Survey       |
| 658884           | 2017 XD4                 | 28 gennaio 2015   | Pan-STARRS                |
| 658885           | 2017 XN4                 | 9 novembre 2008   | Spacewatch                |
| 658886           | 2017 XS5                 | 27 agosto 2005    | LONEOS                    |
| 658887           | 2017 XA7                 | 16 agosto 2012    | ESA OGS                   |
| 658888           | 2017 XW7                 | 3 settembre 2013  | CSS                       |
| 658889           | 2017 XC9                 | 7 agosto 2016     | Pan-STARRS                |
| 658890           | 2017 XV9                 | 10 settembre 2007 | Spacewatch                |
| 658891           | 2017 XU10                | 29 agosto 2006    | Spacewatch                |
| 658892           | 2017 XP13                | 1 ottobre 2011    | Spacewatch                |
| 658893           | 2017 XQ14                | 24 settembre 2006 | Spacewatch                |
| 658894           | 2017 XE16                | 17 settembre 2006 | Spacewatch                |
| 658895           | 2017 XW20                | 14 novembre 2017  | Mount Lemmon Survey       |
| 658896           | 2017 XH23                | 15 ottobre 2006   | Osservatorio Lulin        |
| 658897           | 2017 XD24                | 20 ottobre 2006   | Mount Lemmon Survey       |
| 658898           | 2017 XD27                | 5 aprile 2014     | Pan-STARRS                |
| 658899           | 2017 XE27                | 23 settembre 2008 | Spacewatch                |
| 658900           | 2017 XA28                | 28 settembre 2011 | Spacewatch                |

## 658901–659000
| Nome   | Designazione provvisoria | Data di scoperta  | Scopritore                          |
| ------ | ------------------------ | ----------------- | ----------------------------------- |
| 658901 | 2017 XO28                | 27 settembre 2011 | Mount Lemmon Survey                 |
| 658902 | 2017 XN34                | 21 novembre 2017  | Pan-STARRS                          |
| 658903 | 2017 XF36                | 15 dicembre 2006  | Spacewatch                          |
| 658904 | 2017 XO36                | 19 novembre 2003  | LINEAR                              |
| 658905 | 2017 XR36                | 8 agosto 2016     | Pan-STARRS                          |
| 658906 | 2017 XT37                | 23 settembre 2011 | Pan-STARRS                          |
| 658907 | 2017 XR40                | 27 ottobre 2006   | Mount Lemmon Survey                 |
| 658908 | 2017 XE44                | 30 ottobre 2017   | Pan-STARRS                          |
| 658909 | 2017 XF46                | 15 dicembre 2006  | Spacewatch                          |
| 658910 | 2017 XG46                | 31 agosto 2011    | K. Sárneczky                        |
| 658911 | 2017 XM53                | 17 settembre 2006 | Spacewatch                          |
| 658912 | 2017 XA56                | 2 ottobre 2000    | LONEOS                              |
| 658913 | 2017 XO56                | 27 novembre 2013  | Pan-STARRS                          |
| 658914 | 2017 XT58                | 19 ottobre 1995   | Spacewatch                          |
| 658915 | 2017 XR59                | 20 ottobre 2006   | L. H. Wasserman                     |
| 658916 | 2017 XF63                | 28 novembre 2000  | Spacewatch                          |
| 658917 | 2017 XC65                | 13 dicembre 2017  | Pan-STARRS                          |
| 658918 | 2017 XE71                | 13 dicembre 2017  | Pan-STARRS                          |
| 658919 | 2017 XT72                | 13 dicembre 2017  | Mount Lemmon Survey                 |
| 658920 | 2017 XN73                | 13 dicembre 2017  | Mount Lemmon Survey                 |
| 658921 | 2017 XO79                | 15 dicembre 2017  | Mount Lemmon Survey                 |
| 658922 | 2017 XQ79                | 13 dicembre 2017  | Mount Lemmon Survey                 |
| 658923 | 2017 XQ86                | 14 dicembre 2017  | Mount Lemmon Survey                 |
| 658924 | 2017 YS                  | 21 dicembre 2017  | Mount Lemmon Survey                 |
| 658925 | 2017 YH3                 | 13 dicembre 2003  | LINEAR                              |
| 658926 | 2017 YT9                 | 27 luglio 2005    | NEAT                                |
| 658927 | 2017 YR12                | 6 settembre 2016  | Mount Lemmon Survey                 |
| 658928 | 2017 YV14                | 21 dicembre 2006  | NEAT                                |
| 658929 | 2017 YS22                | 11 febbraio 2008  | Mount Lemmon Survey                 |
| 658930 | 2017 YH24                | 25 dicembre 2017  | Pan-STARRS                          |
| 658931 | 2017 YG25                | 30 agosto 2016    | Pan-STARRS                          |
| 658932 | 2017 YE41                | 23 dicembre 2017  | Mount Lemmon Survey                 |
| 658933 | 2017 YO45                | 3 novembre 2011   | Mount Lemmon Survey                 |
| 658934 | 2017 YY47                | 23 dicembre 2017  | Pan-STARRS                          |
| 658935 | 2017 YV50                | 7 febbraio 2008   | Spacewatch                          |
| 658936 | 2017 YV58                | 8 marzo 2013      | Pan-STARRS                          |
| 658937 | 2017 YC62                | 28 dicembre 2017  | Mount Lemmon Survey                 |
| 658938 | 2017 YM64                | 26 dicembre 2017  | Mount Lemmon Survey                 |
| 658939 | 2018 AD1                 | 20 aprile 2013    | Mount Lemmon Survey                 |
| 658940 | 2018 AK4                 | 8 gennaio 2007    | LINEAR                              |
| 658941 | 2018 AM4                 | 27 ottobre 2006   | Mount Lemmon Survey                 |
| 658942 | 2018 AS6                 | 17 novembre 2011  | Spacewatch                          |
| 658943 | 2018 AW6                 | 12 novembre 2006  | Mount Lemmon Survey                 |
| 658944 | 2018 AF7                 | 20 febbraio 2001  | Spacewatch                          |
| 658945 | 2018 AA14                | 31 ottobre 2006   | Mount Lemmon Survey                 |
| 658946 | 2018 AN16                | 14 luglio 2016    | Mount Lemmon Survey                 |
| 658947 | 2018 AV17                | 15 gennaio 2018   | Pan-STARRS                          |
| 658948 | 2018 AK18                | 8 giugno 2013     | PTF                                 |
| 658949 | 2018 AG67                | 15 gennaio 2018   | Pan-STARRS                          |
| 658950 | 2018 BA8                 | 6 dicembre 2011   | Pan-STARRS                          |
| 658951 | 2018 BC8                 | 15 dicembre 2006  | Mount Lemmon Survey                 |
| 658952 | 2018 BJ9                 | 26 marzo 2001     | Spacewatch                          |
| 658953 | 2018 BO9                 | 1 aprile 2008     | Spacewatch                          |
| 658954 | 2018 BR9                 | 9 marzo 2003      | Spacewatch                          |
| 658955 | 2018 BH10                | 16 febbraio 2007  | CSS                                 |
| 658956 | 2018 BR11                | 10 agosto 2016    | Pan-STARRS                          |
| 658957 | 2018 BC12                | 20 aprile 2015    | M. Altmann, T. Prusti               |
| 658958 | 2018 BH40                | 16 gennaio 2018   | Pan-STARRS                          |
| 658959 | 2018 CY6                 | 15 ottobre 2004   | M. W. Buie, D. E. Trilling          |
| 658960 | 2018 CR8                 | 13 gennaio 2012   | Osservatorio astronomico di Maiorca |
| 658961 | 2018 CE9                 | 22 novembre 2006  | Spacewatch                          |
| 658962 | 2018 CA10                | 29 dicembre 2011  | Spacewatch                          |
| 658963 | 2018 CB16                | 26 febbraio 2007  | Mount Lemmon Survey                 |
| 658964 | 2018 CO20                | 10 febbraio 2018  | Pan-STARRS                          |
| 658965 | 2018 DH4                 | 5 dicembre 2007   | Mount Lemmon Survey                 |
| 658966 | 2018 DM9                 | 27 marzo 2012     | Pan-STARRS                          |
| 658967 | 2018 DC10                | 17 ottobre 2012   | Pan-STARRS                          |
| 658968 | 2018 DF10                | 3 febbraio 2012   | Pan-STARRS                          |
| 658969 | 2018 DK11                | 23 febbraio 2018  | Mount Lemmon Survey                 |
| 658970 | 2018 EG10                | 10 marzo 2018     | Pan-STARRS                          |
| 658971 | 2018 EE13                | 7 marzo 2018      | Pan-STARRS                          |
| 658972 | 2018 FX5                 | 27 novembre 2013  | Pan-STARRS                          |
| 658973 | 2018 FK8                 | 13 agosto 2004    | Cerro Tololo Obs.                   |
| 658974 | 2018 FP8                 | 23 settembre 2008 | Spacewatch                          |
| 658975 | 2018 FM9                 | 9 marzo 2007      | Mount Lemmon Survey                 |
| 658976 | 2018 FD10                | 20 aprile 2012    | Spacewatch                          |
| 658977 | 2018 FB13                | 7 novembre 2015   | Mount Lemmon Survey                 |
| 658978 | 2018 FJ13                | 31 dicembre 2013  | Mount Lemmon Survey                 |
| 658979 | 2018 FH15                | 9 marzo 2007      | Spacewatch                          |
| 658980 | 2018 FZ42                | 16 marzo 2018     | Mount Lemmon Survey                 |
| 658981 | 2018 FZ54                | 11 ottobre 2012   | Mount Lemmon Survey                 |
| 658982 | 2018 GZ2                 | 12 dicembre 2002  | NEAT                                |
| 658983 | 2018 GG10                | 18 ottobre 2009   | Mount Lemmon Survey                 |
| 658984 | 2018 GU15                | 14 aprile 2018    | Mount Lemmon Survey                 |
| 658985 | 2018 GW15                | 24 settembre 2008 | Mount Lemmon Survey                 |
| 658986 | 2018 GG17                | 13 aprile 2018    | Pan-STARRS                          |
| 658987 | 2018 GU17                | 12 aprile 2018    | Pan-STARRS                          |
| 658988 | 2018 GB21                | 12 aprile 2018    | Pan-STARRS                          |
| 658989 | 2018 HR2                 | 22 maggio 2001    | LONEOS                              |
| 658990 | 2018 JN2                 | 13 ottobre 2015   | Pan-STARRS                          |
| 658991 | 2018 JF9                 | 15 maggio 2018    | Mount Lemmon Survey                 |
| 658992 | 2018 KL8                 | 21 maggio 2018    | Pan-STARRS                          |
| 658993 | 2018 KA12                | 3 gennaio 2017    | Pan-STARRS                          |
| 658994 | 2018 LM8                 | 22 aprile 2009    | Mount Lemmon Survey                 |
| 658995 | 2018 LT11                | 20 ottobre 2008   | Mount Lemmon Survey                 |
| 658996 | 2018 LY11                | 29 aprile 2014    | Pan-STARRS                          |
| 658997 | 2018 LY13                | 15 settembre 2009 | Mount Lemmon Survey                 |
| 658998 | 2018 LO14                | 19 aprile 2007    | Spacewatch                          |
| 658999 | 2018 LH15                | 17 gennaio 2013   | Pan-STARRS                          |
| 659000 | 2018 LB25                | 15 giugno 2018    | Pan-STARRS                          |